# Keizerbosch

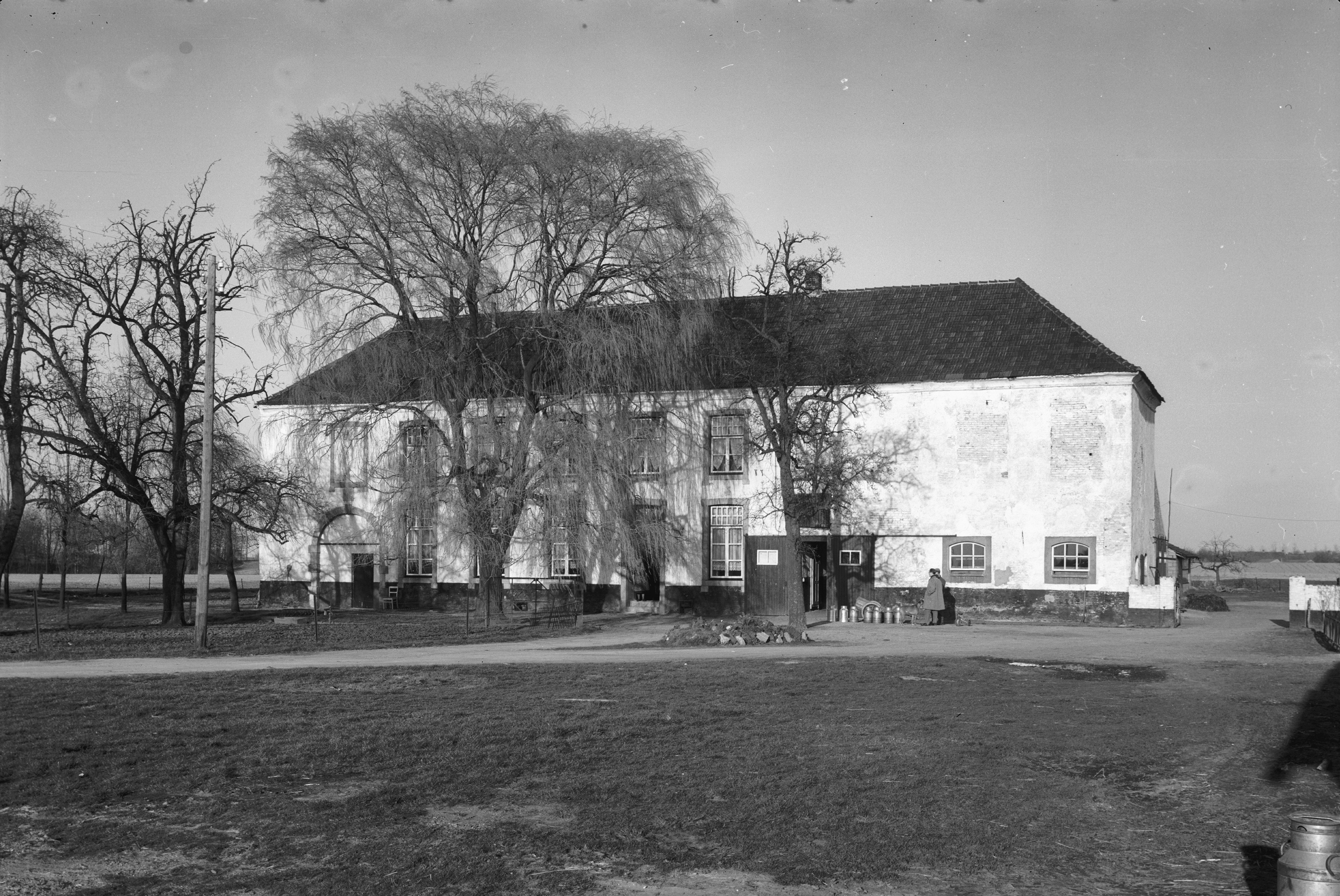
Voormalig verblijf van de proost

Keizerbosch is een voormalige katholieke proosdij van zusters norbertinessen nabij het Nederlands-Limburgse dorp Neer in de buurtschap Dries-Keizerbos. Het klooster werd begin dertiende eeuw gesticht vanuit de abdij van Averbode. De heren van Horn beschouwden Keizerbosch als hun familiekerk. Velen van hen werden in de kloosterkerk begraven.
Oorspronkelijk was Keizerbosch een adellijk stift. Alleen dochters van adellijke families werden er toegelaten. Dit werkte echter de teloorgang van het religieuze leven in de hand. In 1605 besloot het generaal-kapittel dat alle zusterkloosters het strikte kloosterslot moesten handhaven. De adellijke zusters werden op pensioen gestuurd en uit het klooster van Gempe maakten een nieuwe priorin en vier zusters een nieuwe start. Voortaan was het geen adellijk stift meer. Al snel traden veel nieuwe zusters toe en ook de materiële welstand bloeide op. Bij de kerk uit 1472 werd in 1619-1621 een toren gebouwd, en vanaf 1625 werden de conventsgebouwen, schuur en brouwerij vernieuwd of opgeknapt.
In 1669 werd rond het kloostergebouw een schans aangelegd, de Keyserbosch.
Van 1785 tot 1791 werden vier nieuwe conventsvleugels en een proostenhuis gebouwd. Ook het interieur van de kerk werd vernieuwd. Maar deze bloei duurde slechts enkele jaren. In februari 1797 werden de proost en de kapelaan samen met de priorin en dertig zusters uit het klooster verdreven door de Fransen. Die wilden in het kader van de Franse Revolutie alle katholieke materiële bezittingen onteigenen. De verdreven kloosterbewoners vertrokken naar Deurne, maar gingen spoedig daarna uiteen. Keizerbosch werd in 1798 verkocht, de kerk en de conventsgebouwen werden onmiddellijk afgebroken en het huis van de proost werd ingericht als landhuis.

## Gebouw
Het hoofdgebouw, aan Keizerbos 1, dat als woning van de proost diende, stamt uit de 2e helft van de 18e eeuw. Haaks hierop staat een vleugel met mogelijk 17e-eeuwse delen. Het gebouw is geklasseerd als Rijksmonument.